# ماري إليزابيث برادون
ماري إليزابيث برادون (4 أكتوبر 1835- 4 فبراير 1915) هي روائية إنجليزية شهيرة من العصر الفكتوري. اشتُهرت بسبب روايتها العاطفية الصادرة عام 1862 سر الليدي أودلي، والتي حُولت إلى مسلسلات وأفلام عدة مرات.

## سيرتها
وُلدت إليزابيث برادون في سوهو بلندن وتلقت تعليمًا خاصًا. انفصلت والدتها فاني عن والدها بسبب خياناته في 1840، وقتما كانت ماري في الخامسة. عندما بلغت ماري العاشرة، غادر أخوها إدوارد برادون قاصدًا الهند ثم أستراليا في وقت لاحق، حيث صار رئيس وزراء تسمانيا. عملت ماري ممثلة لثلاث سنوات، وصادقتها في تلك الفترة كلارا وأديلايد بيدل. لم تكن إلا أدوارًا ثانوية، لكن برادون تمكنت من إعالة نفسها وأمها. ذكرت أديلايد أن اهتمام برادون بالتمثيل تضاءل عندما بدأت بكتابة الروايات.
التقت ماري جون ماكسويل (1824- 1895)، وهو ناشر دوريات، في أبريل 1861 وانتقلت للعيش معه في 1861. لكن ماكسويل كان متزوجًا بالفعل من ماري آن كرولي، التي أنجب منها خمسة أطفال. في حين كان ماكسويل وبرادون يعيشان عيشة الأزواج، كانت كرولي تعيش مع عائلتها. في 1864، حاول ماكسويل شرعنة علاقتهما من خلال إخبار الصحف أنهما متزوجان قانونيًا، «ومع ذلك، كتب ريتشارد برينسلي نولز إلى هذه الصحف يبلغها أن أخت زوجته وزوجة ماكسويل الحقيقية ما تزال على قيد الحياة، وفضح بذلك حالة برادون ’الزوجية‘ على أنها مجرد مظهر». لعبت ماري دور زوجة الأم لأطفاله حتى عام 1874، وقتما توفيت زوجة ماكسويل وتمكنا من الزواج في كنيسة سانت برايد بفليت ستريت. أنجبت برادون ستة أطفال منه: جيرالد وفاني وفرانسيس وويليم ووينفريد وروزالي وإدوارد هيري هارينغتون.
تزوجت ابنتها الكبرى، فاني مارغريت ماكسويل (1863- 1955) من عالم التاريخ الطبيعي إدموند سيلوس في 13 يناير 1886. في عشرينيات القرن العشرين، كانا يعيشان في قلعة وايك، حيث أسست فاني فرعًا محليًا من معهد النساء في 1923، والذي صارت رئيسته الأولى.
كان ثاني أكبر الأبناء الروائي ويليم بابينغتون ماكسويل (1866- 1939).
توفيj برادون في 4 فبراير 1915 بريتشموند (التي كانت آنذاك في سوري) ودُفن في مقبرة ريتشموند. كان بيت ليتشفيلد في وسط المدينة منزلها، والذي حل محله في عام 1936 مجموعة من الشقق المدرجة الآن في ليتشفيلد كورت. لها لوحة في كنيسة أبرشية ريتشموند، والتي تدعوها ببساطة «الآنسة برادون». سُمي عدد من الشوارع المجاورة تيمنًا بشخوص من رواياتها، إذ كان زوجها مطورًا عقاريًا في المنطقة.